# علي بن النعمان بن محمد
هو أبو الحسن علي بن النعمان بن محمد بن منصور بن أحمد بن حيون التميمي، وهو الابن الأكبر للقاضي النعمان بن محمد التميمي مؤلف كتاب دعائم الاسلام وله مؤلفات أخرى.
ولد بالقيروان في رجب سنة 328 ه‍
قال عنه الذهبي: قاضي مصر أبو الحسن علي بن النعمان بن محمد المغربي صدر معظم، وقاض متمكن، يقضي بفقه الإسماعيلية كأبيه، وله فهم وفضائل، وفنون عديدة، ويد في الآداب، والنحو، والشعر، وأيام الناس، مع وقار وهيبة وسكينة ورزانة، وله نظم جيد. ولم يزل في ارتقاء عند العزيز بالله بمصر إلى أن توفى في شهررجب سنة أربع وسبعين وثلاث مائة 374هـ، وله خمس وأربعون سنة. وولي بعده قاضي القضاة أخوه أبو عبد الله زوج ابنة قائد القواد جوهر.
قدم إلى مصر مع باقي أفراد الأسرة في صحبة المعز لدين الله، ولما مات النعمان اشترك علي بن النعمان في قضاء مصر مع أبي طاهر الذهلي فظلا يقضيان حتى توفي المعز وولي العزيزبالله وعرض لأبي طاهر القاضي مرض الفالج، ففوض العزيزبالله الحكم إلى علي بن النعمان وذلك في صفر سنة 366. وظل منفردا بالقضاء وافر الحرمة عند الامام العزيز حتى أصابته الحمى وهو بالجامع يقضي بين الناس. فقام من وقته ومضى إلى داره وأقام عليلا أربعة عشر يوما، وتوفي يوم الاثنين لست خلون من رجب سنة 374 ه‍ وصلى عليه العزيزبالله، وهو أول من لقب بقاضي القضاة في مصر، وكان عالما فقيها مثل أبيه، وكان شاعرا أورد له الثعالبي شيئا من شعره، مثل قوله:
ولي صديق ما مسني عدم * مذ وقعت عينه على عدمي أغنى وأقنى فما يكلفني * تقبيل كف له ولا قدم قام بأمري لما قعدت به * ونمت عن حاجتي ولم ينمومن شعره، وقيل بل من شعر أخيه محمد بن النعمان:
رب خود عرفت في عرفات * سلبتني بحسنها حسناتي حرمت حين أحرمت نوم عيني * واستباحت دمي بذي اللحظات وأفاضت مع الحجيج ففاضت * من جفوني سوابق العبرات لم أنل من منى منى النفس حتى * خفت بالخيف أن تكون وفاتي
ومن شعره أيضا:
صديق لي له أدب * صداقة مثله نسب رعى لي فوق ما يرعى * وأوجب فوق ما يجب فلو نقدت خلائقه * لبهرج عندها الذهب ومن سوء الحظ أن شعره لم يصل إلينا كاملا حتى نستطيع أن نكون رأيا دقيقا في شاعريته.

له
1. 1 2 3 4  مذكور في: الأعلام (دار العلم للملايين، 2002م). المُجلَّد: 5. الصفحة: 29. الناشر: دار العلم للملايين. لغة العمل أو لغة الاسم: العربية. تاريخ النشر: 2002. المُؤَلِّف: خير الدين الزركلي.
2. ↑  الإمام شمس الدين الذهبي (1991). أحمد فايز الحمصي (المحرر). تهذيب سير أعلام النبلاء. تحقيق: شعيب الأرنؤوط (ط. الأولى). مؤسسة الرسالة. ج. 2. ص. 199. مؤرشف من الأصل في 2022-01-31.
3. ↑  "مستدركات أعيان الشيعة - حسن الأمين - ج ٢ - الصفحة ٣٤١". shiaonlinelibrary.com. مؤرشف من الأصل في 2017-08-20. اطلع عليه بتاريخ 2022-01-05.
4. ↑  "وفيات الأعيان - ابن خلكان - کتابخانه مدرسه فقاهت". lib.eshia.ir (بالفارسية). مؤرشف من الأصل في 2022-01-23. اطلع عليه بتاريخ 2022-01-23.